# Jaskinia na Kamieniu
Jaskinia na Kamieniu (także Jaskinia w Kamieniu, Jaskinia w Aniołowie) – jaskinia położona w Częstochowie, pod kościołem Opatrzności Bożej na Aniołowie, przy skrzyżowaniu ul. Warszawskiej i al. Wojska Polskiego, na terenie Wyżyny Krakowsko-Częstochowskiej.
Jaskinia jest pozioma, złożona z niskich korytarzy i, jako dawny fragment podziemnego biegu rzeki Warty, częściowo zalewana w czasie podnoszenia się poziomu Warty, zazwyczaj zaś błotnista. Otwory położone są na poziomie dna doliny rzeki, dno korytarzy pokryte rumoszem skalnym i mułem.
Najstarsze informacje o jaskini pochodzą z roku 1937; zinwentaryzowana została przez M. Bednarka, Z. Biernackiego i J. Zygmunta w roku 1976, jednak nie jest w całości poznana.